# Fairchild 24
El Fairchild Model 24, también llamado Fairchild Model 24 Argus/UC-61 Forwarder o Fairchild Model 24 Argus, es un avión de transporte ligero monoplano monomotor de cuatro asientos, diseñado por la Fairchild Aviation Corporation en los años 30. Adoptado por el Cuerpo Aéreo del Ejército de los Estados Unidos como UC-61 y también por la Real Fuerza Aérea británica como Argus. El Model 24 era en sí mismo un desarrollo de modelos previos de Fairchild y se convirtió en un exitoso avión utilitario civil y militar.

## Diseño y desarrollo

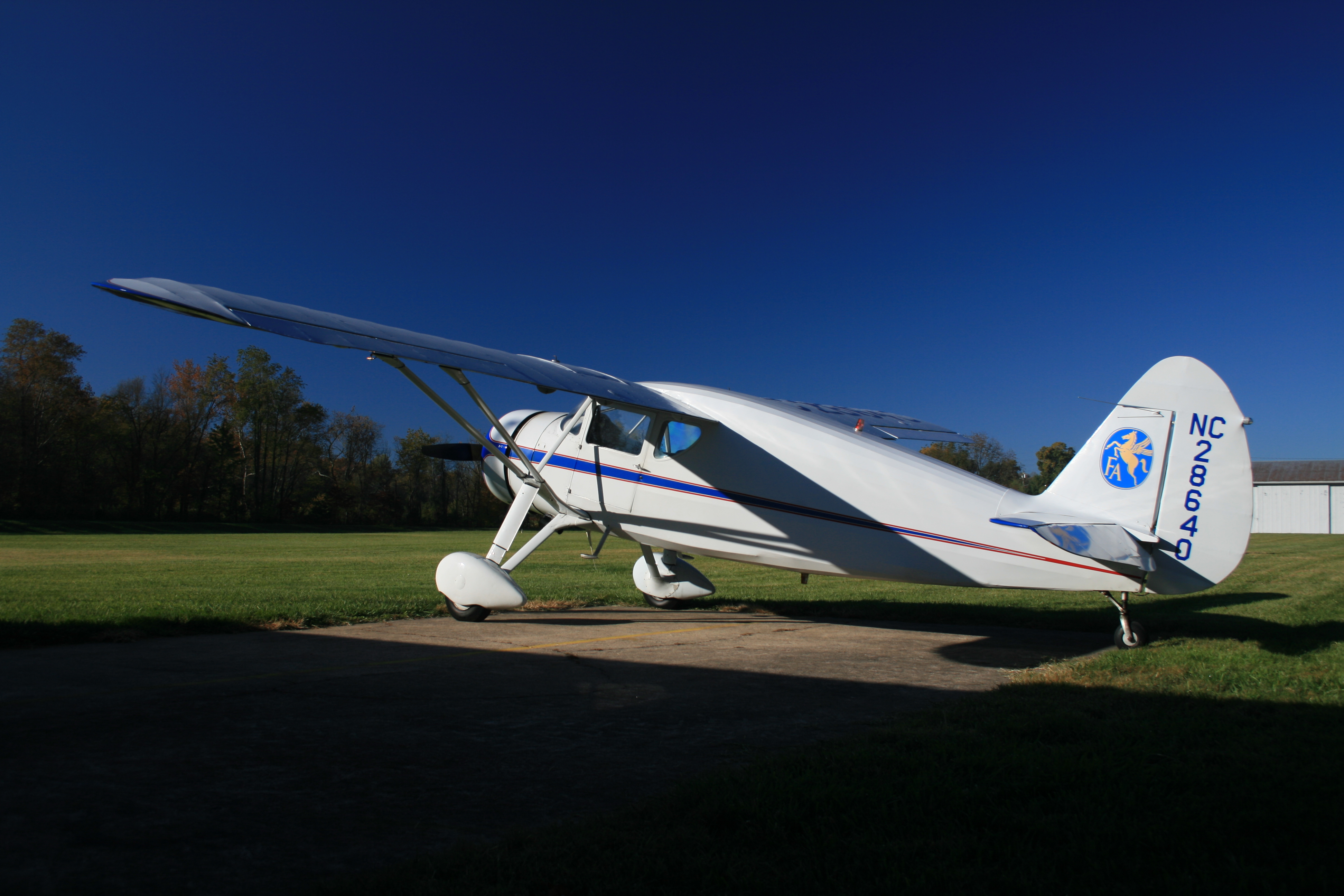
Un Fairchild 24W-40 con motor Warner de 165 hp.

Fairchild Aircraft fue golpeada duramente por la Gran Depresión a principios de los años 30, ya que las compras de las aerolíneas desaparecieron. El Fairchild 22 se convirtió en un éxito y condujo directamente al nuevo y muy mejorado Model 24, que ganó popularidad rápidamente a principios de los años 30, destacando por sus agradables características de manejo y espacioso interior. Habiendo adaptado muchos componentes de la industria automovilística (frenos de zapatas expansivas y ventanas de cabina de manivela), el avión también era asequible y fácil de mantener. En continua producción desde 1932 a 1948, el avión permaneció esencialmente sin cambios aerodinámicamente e internamente, con la simple adición de asientos extra para pasajeros y equipamiento opcional. Los primeros modelos estaban equipados con solo dos asientos, pero en 1933 fue instalado un tercer asiento y en 1938 un cuarto. El interior fue creado por primera vez para el Model 24 en 1937 por el destacado diseñador industrial  estadounidense Raymond Loewy. En 1938 se realizó una revisión menor del fuselaje con el rediseño de la aleta vertical y las redesignación de C8 a F24G en adelante.
Como concepto innovador, el avión estaba disponible con dos plantas motoras, el fiable Scarab de Warner y la serie Ranger de 200 hp propia de Fairchild en el F24 C8D, E y F. Inicialmente, el modelo Fairchild 24 C8B de 1932 usaba un fiable y popular motor radial Warner de 125 hp, y el Fairchild  24 C8C usaba el radial Warner de 145 hp. También fueron usados ocasionalmente los motores en línea estadounidenses Cirrus y Menasco Pirate en algunos de los primeros Fairchild 24. Los últimos modelos, como los populares 24W, se mejoraron al Warner Super Scarab de 165 hp.
Diseñado para realizar operaciones desde aeródromos de hierba relativamente no preparados, la sólida construcción del tren de aterrizaje usaba un cilindro vertical oleoneumático por encima de la rueda, con un soporte pivotante unido al fuselaje inferior. El resultado era un complejo pero innegablemente sólido tren de aterrizaje que podía absorber grandes cantidades de impactos y que fue también adaptado en la instalación de flotadores dobles para las operaciones acuáticas.
La solidez de la construcción del avión ha asegurado que muchos sobrevivieran hasta hoy. Hay quien sugiere que los inmensos largueros principales de picea pueden ser sobrecargados hasta 10 g, y aunque esto no está comprobado, todos los aviones utilitarios de preguerra fueron diseñados para soportar como mínimo 4,1 g, mientras que el estándar límite de diseño de posguerra era de 3,8 g.
El Fairchild 24 construido por Kreider-Reisner Aircraft, Hagerstown, Maryland, una división de la Fairchild Aviation Corporation, permaneció en producción desde 1932 hasta 1948, siendo esencialmente el mismo fuselaje pero con varias mejoras en plantas motoras y configuración. En total, Fairchild construyó más de 1500 Model 24, siendo construidos 280 adicionales por la Texas Engineering & Manufacturing Company (TEMCO) en Dallas, donde esta compañía compró los derechos de producción después de la Segunda Guerra Mundial.  

## Historia operacional

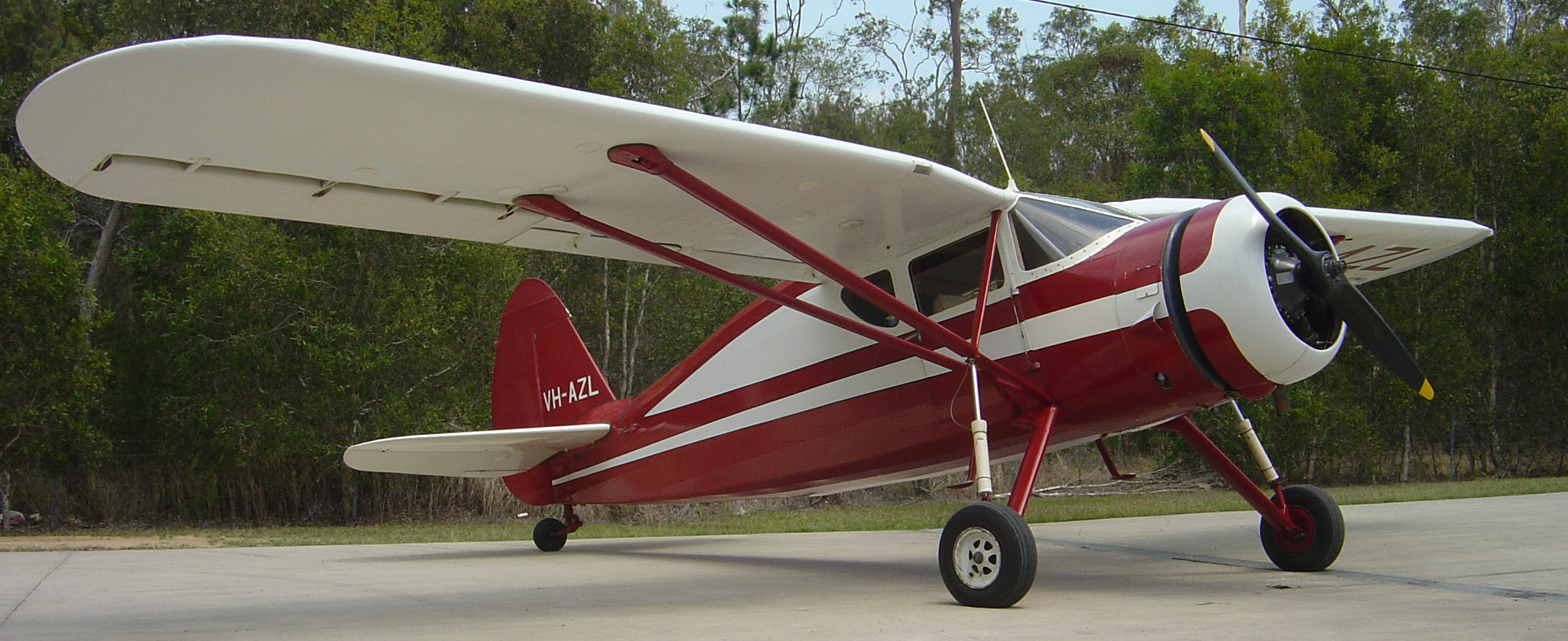
Fairchild 24 Argus australiano.

En uso civil, el avión fue un rápido éxito de ventas, comprándolo prominentes hombres de negocios y actores de Hollywood. En 1936, la Armada estadounidense ordenó Model 24 entrenadores de búsqueda y de instrumentos designados como GK-1. El modelo también fue usado por el Ejército de los Estados Unidos como el transporte ligero UC-61 y por la  Guardia Costera con la designación J2K-1. La Patrulla Aérea Civil operó muchos Fairchild UC-61/24, y algunos aviones fueron equipados con dos bombas de 50 kilos para que realizaran exitosas misiones contra los submarinos alemanes en la costa este de los Estados Unidos, en las primeras etapas de la Segunda Guerra Mundial. El UC-61 también fue producido para la Real Fuerza Aérea británica cómo Fairchild Argus. 

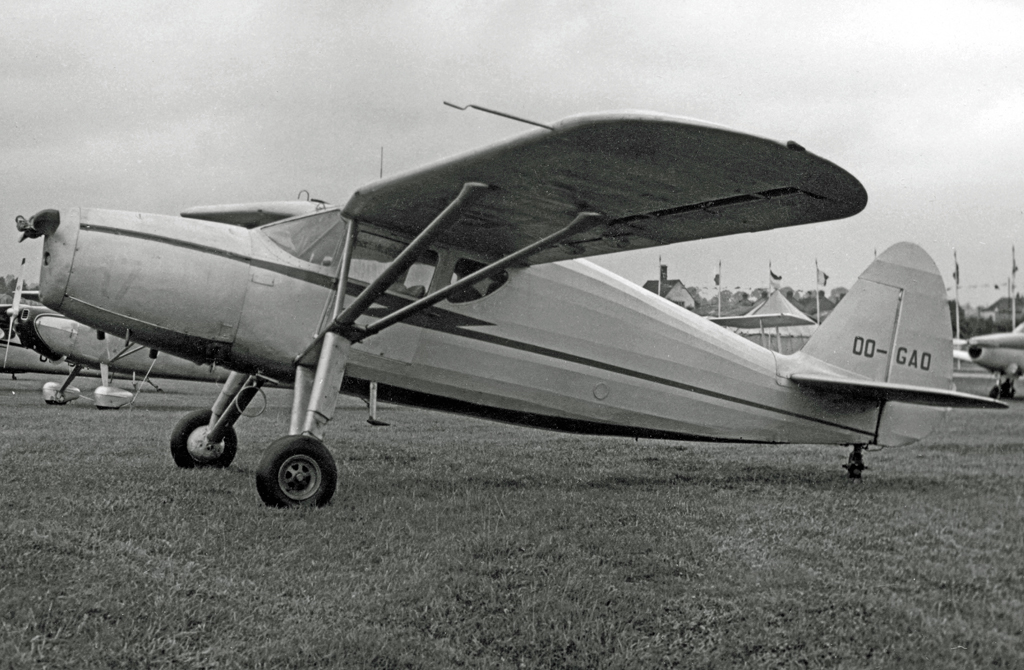
Fairchild UC-61K suministrado como Argus III a la RAF en 1944 y vendido a un propietario civil en Bélgica en la posguerra.

En 1941, las Fuerzas Aéreas del Ejército de los Estados Unidos (USAAF) emitieron una orden inicial por 163 Fairchild C-61; sin embargo, a través del programa de Préstamo y Arriendo, 161 de ellos fueron enviados al extranjero. Bajo los auspicios de este programa, la mayoría de los 525 Fairchild 24/C-61 con motor Warner Scarab fueron al Reino Unido. La mayoría de estos aviones entraron en servicio como Argus I y como los mejorados Argus II, y fueron  destinados a un recién formado adjunto de la Real Fuerza Aérea británica (RAF), el Transporte Aéreo Auxiliar (TAT). Unos 306 Argus III adicionales propulsados por motor Ranger también fueron usados por el ATA. En el servicio británico, la mayoría de los Argus operaron con el ATA, transportando a tripulaciones para recoger o entregar aviones desde y hacia los constructores, las Unidades de Mantenimiento (MU) y las bases operacionales.
El Argus I era un avión equipado con el motor Warner Scarab, identificado por su generador eólico localizado en los soportes de estribor, y estaba equipado con una hélice pintada de negro. El Argus II también era un avión propulsado por Scarab, usualmente con un techo de cabina transparente. Este modelo fue certificado para un peso operacional mayor que el del Mark I y estaba identificado por su hélice amarilla. El Argus III fue equipado con el motor Ranger invertido de 6 cilindros. 

### Posguerra
El avión fue usado en pequeñas operaciones chárter en trabajos de taxi de corta distancia, y muchos fueron adquiridos por pilotos privados. Sirvió con fuerzas militares tan diversas como Finlandia, Tailandia, Israel, Canadá, los Estados Unidos y Australia. 
El último Fairchild 24 “nuevo” fue ensamblado en 1948 a partir de un gran inventario de piezas sobrantes en Winfield, Kansas.
Diez aviones Fairchild F24R operaron para Comair (Sudáfrica) durante el periodo siguiente a la Segunda Guerra Mundial.

## Variantes

### Civiles
| Año de producción | Modelo   | Número construidos  | Motor                         | Notas                                                               |
| ----------------- | -------- | ------------------- | ----------------------------- | ------------------------------------------------------------------- |
| 1932              | F-24 C8  |                     | American Cirrus de 95 hp      | Peso cargado 725,75 kg, Vel. crucero 144,84 km/h. Coste $3360       |
| 1933              | F-24 C8A | 25 (incluidos C8)   | Warner Scarab de 125 hp       | Peso cargado 816,47 kg, Vel. crucero 152,89 km/h. Coste $3850       |
| 1933              | F-24 C8B | 2                   | Menasco de 125 hp             | Coste $3990                                                         |
| 1934              | F-24 C8C | 125                 | Warner Super Scarab de 145 hp | Peso cargado 1088,62 kg. Coste $5000                                |
| 1935              | F-24 C8D | 10                  | Fairchild Ranger de 145 hp    |                                                                     |
| 1936              | F-24 C8E | 50                  | Warner Super Scarab de 145 hp | Nueva cola cantilever. Coste $5390                                  |
| 1936              | F-24 C8F | 40                  | Fairchild Ranger de 145 hp    | Coste $5390                                                         |
| 1937              | F-24 G   | 100                 | Warner Super Scarab de 145 hp | Coste $5290                                                         |
| 1937              | F-24 H   | 25                  | Fairchild Ranger de 150 hp    | Coste $5590                                                         |
| 1938              | F-24 J   | 10                  | Warner Super Scarab de 145 hp | Peso cargado 1156,66 kg. Tamaño aumentado. Vel. crucero 185,07 km/h |
| 1939              | F-24 K   | 60                  | Fairchild Ranger de 145 hp    | Tamaño aumentado. Vel. crucero 201,17 km/h. Coste $6500             |
| 1939              | F-24R9   | 35                  | Fairchild Ranger de 165 hp    |                                                                     |
| 1939              | F-24W9   | 30                  | Warner Super Scarab de 145 hp |                                                                     |
| 1940              | F-24R40  | 25                  | Fairchild Ranger de 175 hp    | Coste $7230                                                         |
| 1940              | F-24W40  | 75                  | Warner Super Scarab de 145 hp | Coste $6290                                                         |
| 1941              | F-24W41  | 30                  | Warner Super Scarab de 165 hp |                                                                     |
| 1941              | UC-61    | 640                 | Warner Super Scarab de 165 hp | Igual que el modelo W41                                             |
| 1942-43           | UC-61A   | 364                 | Warner Super Scarab de 165 hp |                                                                     |
| 1944              | UC-61K   | 306                 | Fairchild Ranger de 200 hp    | Peso cargado 1162,1 kg. Igual que el modelo R40                     |
| 1946              | F-24R46  |                     | Fairchild Ranger de 175 hp    | Vel. crucero 189,9 km/h. Precio $8875                               |
| 1946              | F-24W46  | 280 (incluidos R46) | Warner Super Scarab de 165 hp | Coste $8500                                                         |

### Militares

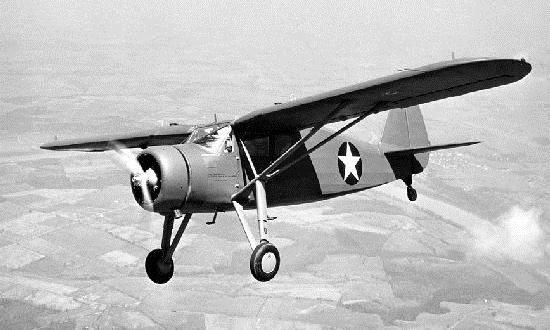
Un UC-61.

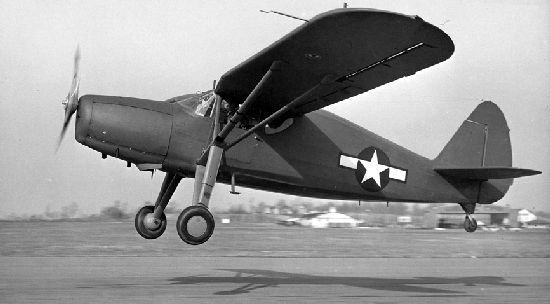
Un UC-86.

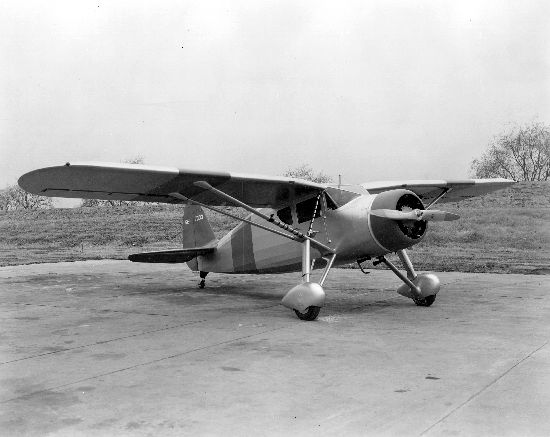
Un GK-1.

UC-61 Argus
Versión militar del Fairchild Model F24W-41, propulsada por un R-500-1 de 165 hp, 161 construidos.
UC-61A Argus
Versión militar del Fairchild Model F24W-41 con radio y sistema eléctrico de 24 voltios, 509 construidos y tres aviones civiles requisados.
UC-61B
Un Model 24J requisado, propulsado por un radial Warner Scarab de 145 hp.
UC-61C
Un Model 24R9 requisado.
UC-61D
Tres Model 51A requisados.
UC-61E
Tres Model 24K requisados.
UC-61F
Dos Model 24R9 requisados.
UC-61G
Dos Model 24W-40 requisados.
UC-61H
Un Model 24H requisado, propulsado por un Ranger 6-410-B de 150 hp.
UC-61J
Un Model 24-C8F de dos asientos requisado, propulsado por un Ranger 6-390-D3 de 150 hp.
UC-61K Forwarder
Variante final de producción propulsada por un L-440-7 de 200 hp, 306 construidos.
UC-86
Nueve Model 24R-20 requisados, propulsados por L-410 de 175 hp.
GK-1 T
Trece Model 24W-40 requisados por la Armada de los Estados Unidos.
J2K-1
Versión de los Guardacostas de los Estados Unidos del Model 24R, 2 construidos.
J2K-2
Igual al J2K-1 con cambios de detalle, 2 construidos.
Argus I
Designación de la Real Fuerza Aérea británica para el Model 24W-40 (UC-61), 118 bajo el programa de Préstamo y Arriendo.
Argus II
Designación de la Real Fuerza Aérea para el Model 24W-41A (UC-61 y UC-61A), 407 bajo el programa de Préstamo y Arriendo.
Argus III
Designación de la Real Fuerza Aérea para el Model 24R (UC-61K), 306 bajo el programa de Préstamo y Arriendo.

## Operadores
Australia
- Real Fuerza Aérea Australiana

 Brasil
- NAB – Navegação Aérea Brasileira

 Canadá
- Real Fuerza Aérea Canadiense

 Checoslovaquia
- Unidad de Aviación de la Seguridad Checoslovaca

 Estados Unidos
- Fuerzas Aéreas del Ejército de los Estados Unidos
- Cuerpo de Marines de los Estados Unidos
- Armada de los Estados Unidos
- Guardia Costera de Estados Unidos
- Civil Air Patrol

 Israel
- Sherut Avir
- Fuerza Aérea Israelí

 Italia
- Aeronautica Militare:operó 4 Fairchild UC-61K Argus recibidos de la Real Fuerza Aérea desde 1947 hasta 1951.[3]

 Finlandia
- Fuerza Aérea Finlandesa

 Reino Unido
- Real Fuerza Aérea Británica

 Suecia
- Fuerza Aérea Sueca

 Tailandia
- Real Fuerza Aérea Tailandesa

## Supervivientes
Los aviones militares convertidos se fueron populares en la posguerra como transportes personales y muchos sobreviven actualmente. De construcción extremadamente sólida, el avión sobrevive en cantidades razonablemente grandes. Principalmente, su popularidad se debe probablemente a su asequibilidad. Los precios para los ejemplares con pocas horas del avión están típicamente entre los 50 000 y los 90 000 dólares (precios de 2006) y algunos de los ejemplares más originales pueden ser vistos anualmente en la exhibición aérea de la Experimental Aircraft Association en Oshkosh, Wisconsin.  
Museos de aviones en todo el mundo están restaurando ejemplares para su exhibición (como el G-AIZE en el Museo de la Real Fuerza Aérea Británica de Londres en RAF Cosford). 
El Fairchild 24R-40 matrícula NC-4841, un modelo militar de 1940, está en exhibición en el Museo Occidental de Aviones y de Automóviles Antiguos.

## Accidentes
El jugador de hockey Bill Barilko de los Toronto Maple Leafs de la NHL y su dentista Henry Hudson desaparecieron el 26 de agosto de 1951 a bordo del hidroavión F24 de Hudson, volando desde Seal River, Quebec. El 6 de junio de 1962, el piloto de helicóptero Ron Boyd descubrió los restos alrededor de 100 km al norte de Cochrane, Ontario, alrededor de 50 km fuera de su ruta. La causa del accidente se consideró haber sido una combinación de inexperiencia del piloto, mal tiempo y sobrecarga.

## Especificaciones (UC-61)

### Características generales
- Tripulación: Uno (piloto)
- Capacidad: Tres pasajeros
- Longitud: 7,3 m (23,9 ft)
- Envergadura: 11,1 m (36,4 ft)
- Altura: 2,3 m (7,7 ft)
- Superficie alar: 17,9 m² (192,7 ft²)
- Peso vacío: 822 kg (1811,7 lb)
- Peso cargado: 1307 kg (2880,6 lb)
- Planta motriz: 1× motor lineal de seis cilindros refrigerado por líquido Ranger L-440-5.
  - Potencia: 200 kW (276 HP; 272 CV)

### Rendimiento
- Velocidad máxima operativa (Vno): 200 km/h (124 MPH; 108 kt)
- Alcance: 748 km (404 nmi; 465 mi)
- Techo de vuelo: 3900 m (12 795 ft)

## Aeronaves relacionadas

### Desarrollos relacionados
- Fairchild 22

### Secuencias de designación
- Secuencia Numérica (interna de Fairchild): 21 - 22 - 24 - 41 - 42 - 45 →
- Secuencia C-_ (Aviones de Carga del USAAC/USAAF/USAF, 1924-1962): ← C-58 - C-59 - C-60 - C-61 - C-62 - C-63 - C-64 -- C-83/A - C-84 - C-85 - C-86 - C-87 - C-88 - C-89 →
- Secuencia G_K (Transportes (monomotores) de la Armada estadounidense, 1939-1941 (Fairchild, 1935, 1937-1942)): GK
- Secuencia J_K (Aviones Utilitarios de la Armada estadounidense, 1931-1955 (Fairchild/Kreider-Reisner, 1935 y 1937-1942)): JK - J2K
- Secuencia Trp (Aviones de transporte de la Fuerza Aérea Sueca, pre-1940): ← Trp 3 - Trp 4 - Tp 5 - Tp 6 - Tp 7 -Tp 8 - Trp 9/Tp 9 →